# L'Aquila (provins)
L'Aquila är en provins i regionen Abruzzo i Italien. L'Aquila är huvudort i provinsen. Provinsen etablerades i Kungariket Bägge Sicilierna 1806 när den tidigare provinsen Abruzzo Ultra delades i Abruzzo Ultra I och Abruzzo Ultra II. När Kungariket Italien bildades 1861 ändrades namnet från Abruzzo Ultra II till det nuvarande.

## Geografi

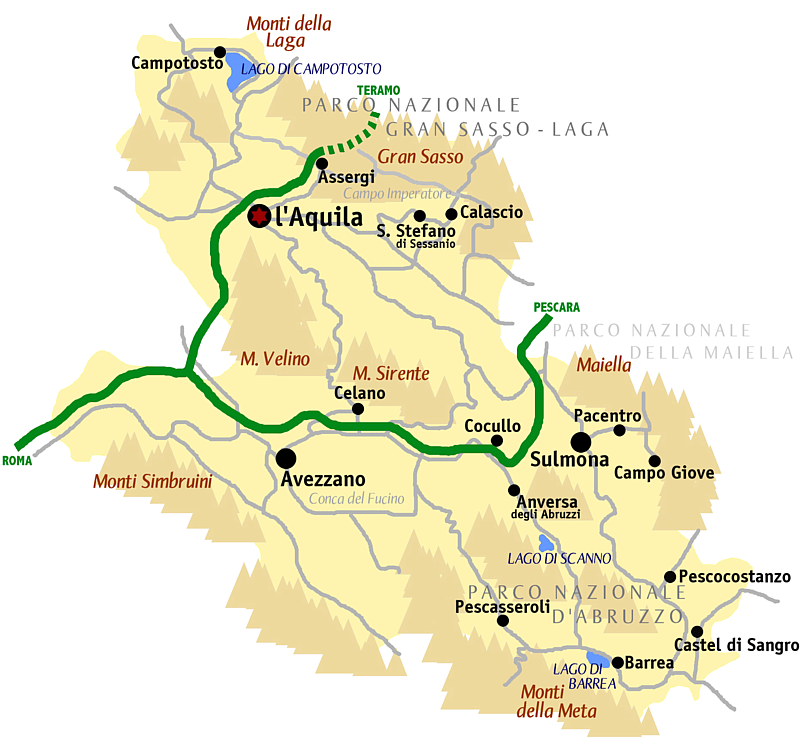
Översiktskarta över provinsen.

I L'Aquilaområdet finns Apenninernas högsta berg, Gran Sasso d'Italia med tillhörande nationalpark.
I bergen i L'Aquila odlas på 350–1 000 meters höjd Europas finaste kvalitet av saffran. Zafferano dell’Aquila tilldelades den namnskyddade kvalitetsutmärkelsen DOP, Denominazione di Origine Protetta 2003.

## Administration
Provinsen L'Aquila är indelad i 108 comuni (kommuner). Alla kommuner finns i lista över kommuner i provinsen L'Aquila.